# Sialoblastoma
O sialoblastoma é uma neoplasia maligna de glândulas salivares rara, que se assemelha ao tecido glandular primitivo. Previamente chamado de adenoma de células basais congênito, embrioma ou adenocarcinoma basaloide, é um tumor extremamente raro, com menos de 100 casos registrados na literatura.

## Sinais e sintomas
O sialoblastoma é um tumor da infância, podendo ser uni ou multinodular. Ele possui rápido crescimento, atingindo 2 a 7 cm rapidamente. Seus sinais e sintomas são usualmente inespecíficos, mas normalmente se apresenta como uma massa de crescimento rápido que pode causar ulceração da pele.
Em casos raros, pode estar associado a outros tumores como nevo sebáceo e hepatoblastoma.

## Aspectos radiográficos e histológicos

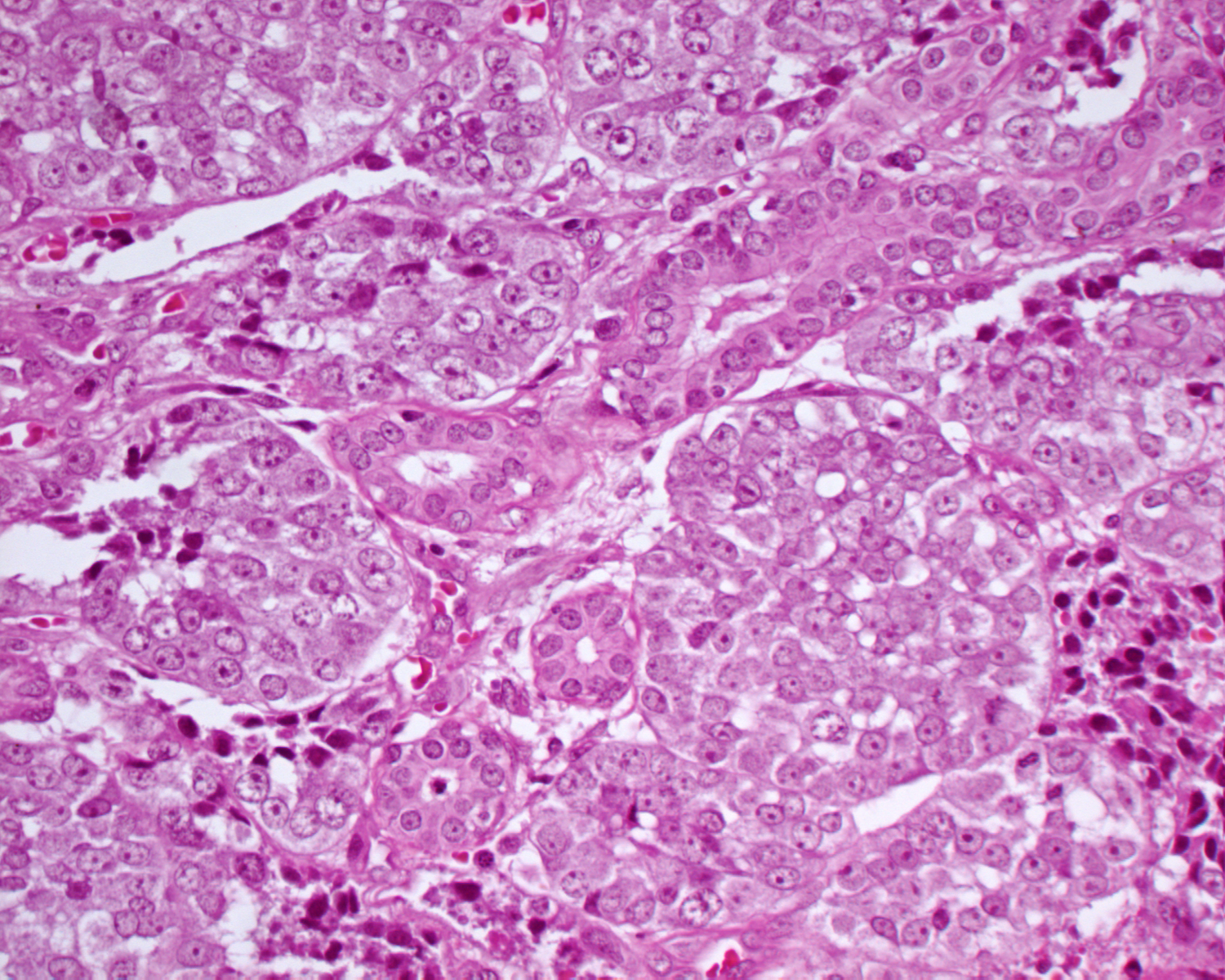
Sialoblastoma: observa-se epitélio cuboide e células basaloides organizadas em ilhotas orgânicas irregulares e estruturas ductoides. Coloração hematoxilina-eosina.

Exames de imagem podem ser utilizados, mas normalmente não há achados específicos: na ressonância magnética, pode se apresentar como uma lesão lobulada de tecidos moles em T1, com realce mínimo.
Histologicamente, o tumor se assemelha ao tecido glandular primitivo, durante o desenvolvimento embriogênico no terceiro mês: há a presença de estruturas ductoides e ilhotas irregulares de células basaloides e epitélio cuboidal, em meio ao estroma de tecido conjuntivo frouxo ou mixoide. As células basaloides possuem núcleo redondo ou oval com presença delicada de cromatina.
Pode ser dividido em dois padrões histológicos: o padrão favorável é parcialmente encapsulado com células basaloides típicas e presença de estroma, enquanto o padrão desfavorável possui células basaloides anaplásicas e infiltração periférica com mínima quantidade de estroma, e implica em pior prognóstico ao paciente.
A presença de necrose, atividade mitótica e atipia nuclear é variável. Não se observa invasão perineural ou perivascular nesse tumor normalmente, e sua presença é considerada um fator prognóstico desfavorável.

## Causas
A principal teoria que explica seu surgimento é de que células do blastema retidas nas glândulas salivares sejam a origem do sialoblastoma, com proliferação dessas células por mutações genéticas. Observa-se que mutações cromossômicas, como deleção de 3q e formação de cromossomo em anel são distintas daquelas encontradas em outros tumores de glândula salivar, sugerindo uma etiopatogenia diferente das outras neoplasias salivares.

## Epidemiologia
O sialoblastoma é extremamente raro, afetando crianças menores de dois anos, com a maioria desenvolvendo a neoplasia no período neonatal, com média de 9,8 meses ao diagnóstico. Sua incidência é menor que 0,25% dentre os tumores de glândulas salivares, e afeta principalmente as glândulas salivares maiores como a submandibular e a parótida, tendo ligeira predileção por meninos (1,2:1).

## Diagnóstico
O diagnóstico é realizado por exame anatomopatológico, e a imuno-histoquímica pode ser utilizada para diagnóstico diferencial: as células ductais são positivas para queratina CK7 e CK19, e as células basaloides ou mioepiteliais são positivas para proteína S100, actina de músculo, calponina e p63. O índice mitótico avaliado por Ki-67 é um fator prognóstico, sendo desfavorável quando elevado.
O diagnóstico diferencial inclui:
- Adenoma pleomórfico;
- Adenoma de células basais;
- Carcinoma adenoide cístico;
- Teratoma.

## Prognóstico e tratamento
O prognóstico do sialoblastoma depende da variante histológica, e o tratamento inclui a ressecção cirúrgica. Quando a ressecção total não é possível, a quimioterapia pode ser utilizada, mas pode ter consequências negativas a longo prazo para os pacientes muito jovens. Pode haver recidiva local ou metástase regional ou à distância, usualmente nos pulmões.